# بيتار غولوبوفيتش
بيتار غولوبوفيتش (بالسيريلية الصربية: Петар Голубовић) هو لاعب كرة قدم صربي في مركز الدفاع، ولد في 13 يوليو 1994 في بلغراد في صربيا. شارك مع منتخب صربيا تحت 19 سنة لكرة القدم ومنتخب صربيا تحت 21 سنة لكرة القدم. أما مع النوادي، فقد لعب مع نادي أو إف كيه بيوغراد ونادي بيزا ونادي بيستويسي ونادي روما ونادي نوفارا.

## وصلات خارجية
- بيتار غولوبوفيتش على موقع الاتحاد الأوربي (الإنجليزية)
- بيتار غولوبوفيتش على موقع اتحاد النرويج (النرويجية)
- بيتار غولوبوفيتش على موقع قاعدة بيانات كرة القدم.إي يو (الإنجليزية)
- بيتار غولوبوفيتش على موقع Soccerbase.com (لاعب) (الإنجليزية)
- بيتار غولوبوفيتش على موقع Soccerway.com (الإنجليزية)
- بيتار غولوبوفيتش على موقع عالم كرة القدم.نت (الإنجليزية)
- بيتار غولوبوفيتش على موقع AS.com (الإسبانية)